# 迈滕西略
迈滕西略（西班牙語：Maitencillo）是智利的一座市镇，位于瓦尔帕莱索大区瓦尔帕莱索省的普琼卡维。其位于普琼卡维市中心以北11公里处。迈滕西略拥有广阔的沙滩，以极限运动闻名，如冲浪和滑翔伞。